# Palimpsest (manuscript)

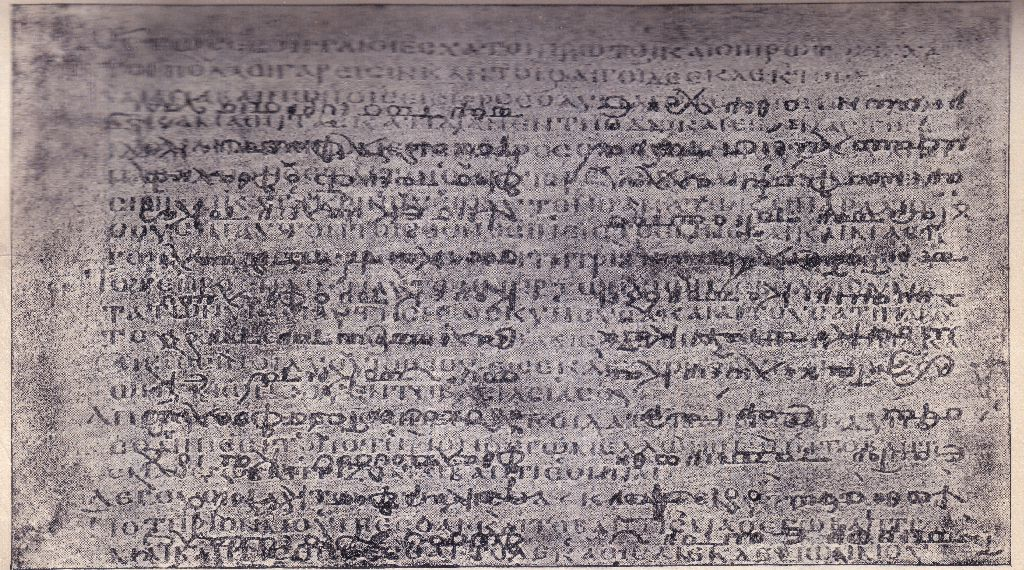
Codex Ephraemi Rescriptus (Bibliothèque nationale de France).

Een palimpsest is een hergebruikt stuk perkament dat een handschrift draagt. De antieke term voor een palimpsest is codex rescriptus. De bovenste laag van dit perkament (met de tekst erop) werd afgeschraapt, zodat het perkament opnieuw beschreven kon worden. Omdat perkament kostbaar was werd dit gedaan indien geen waarde meer werd gehecht aan de oorspronkelijke tekst.
Men zou verwachten dat door dit gebruik veel oude geschriften verloren zijn gegaan, maar het tegendeel is eerder waar. Vaak bleef de oorspronkelijke tekst toch nog deels zichtbaar en onder ultraviolet licht valt de ogenschijnlijk verwijderde tekst vaak nog te ontcijferen. Het is aan de kostbaarheid van het perkament en aan het hergebruik als palimpsest te danken dat veel oude geschriften bewaard gebleven zijn. Indien het perkament goedkoper was geweest, dan zou men oude documenten eenvoudig hebben vernietigd in plaats van de dragers te hergebruiken als palimpsest.

## Voorbeelden
- Op de Archimedespalimpsest staat een kopie van een geschrift van Archimedes.
- Een van de beroemdste palimpsesten is het handschrift in de Biblioteca Ambrosiana te Milaan met de tekst van Cicero's De republica die eeuwenlang verloren was gewaand. Eveneens in Milaan vond Angelo Mai in een palimpsest de brieven van Marcus Cornelius Fronto terug.
- Ook de Institutiones van de Romeinse jurist Gaius zijn begin negentiende eeuw als palimpsest teruggevonden in een handschrift in de Biblioteca Capitolare te Verona. Dit leerboek is de enige in zijn geheel overgeleverde bron van het klassieke Romeins recht.
- De Codex C (04), Codex Ephraemi Rescriptus, in de Bibliothèque nationale de France te Parijs bevat, zoals Konstantin von Tischendorf ontdekte, onder het heiligenverhaal over Efrem de Syriër uit de 12e eeuw een Bijbeltekst uit de 5e eeuw.
- Een bijbelse tekst uit het Oude Testament, uit het boek Deuteronomium, was ontdekt onder een tekst uit de Koran. Het document werd gedateerd zijnde uit de achtste eeuw.[1]
- In 2022 ontdekten wetenschappers op een palimpsest de oudste sterrenkaart ooit, van 134 voor Christus, gepubliceerd door de oud-Griekse astronoom Hipparchus. Een deel van zijn lang verloren gewaande sterrencatalogus werd dankzij multispectrale beeldtechnologie zichtbaar op een christelijk manuscript uit het Grieks-orthodox Sint-Catharinaklooster in Egypte.[2]

## Voorkomen in de literatuur
In de literaire thriller Ex-Libris van de Canadese schrijver Ross King staat een palimpsest centraal.

## Voorkomen in film
"Palimpsest" is ook de titel van een film van Matthias De Groof. Deze film heeft de SILVER FILAF-prijs gewonnen. "Palimpsest" werpt een  blik op het evacuatie- en renovatieproces van het Koninklijk Museum voor Midden-Afrika (RMCA). De film onthult dit proces door de lens van Billy Kalonji, de voorzitter van de organisatie van de Afrikaanse Diaspora in België (COMRAF), die een essentiële rol speelt in de renovatie-inspanningen. De film biedt een perspectief op de uitdagingen en transformaties die gepaard gaan met het herdefiniëren van een museum met een koloniaal verleden, en belicht de rol van de Afrikaanse diaspora in het evoluerende culturele landschap.

## Onderzoek
Met een combinatie van scherpzinnigheid, opmerkingsgave, ervaring in de paleografie en hulp van bijvoorbeeld ultraviolet-straling kan men een palimpsest op het spoor komen. De juiste determinering van de gevonden tekst behoort tot de kerntaken van de filologie.